# Jörg Failmezger

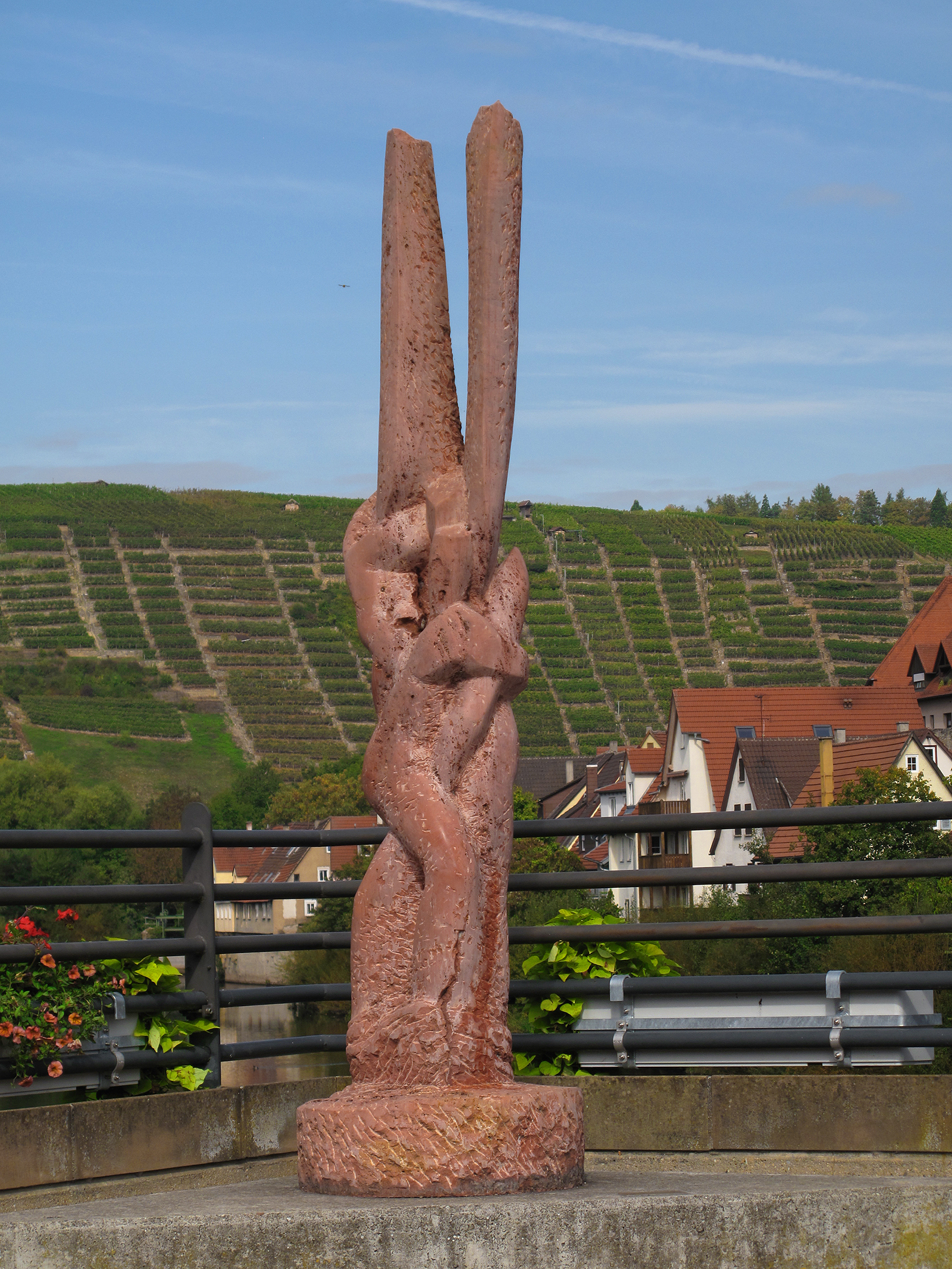
Jakobskampf, Skulpturenpfad Besigheim

Jörg Failmezger (* 1947 in Ludwigsburg-Hoheneck) ist ein deutscher Bildhauer, dessen Werke hauptsächlich aus Stein sind.

## Leben und Werk
1965 erhielt Failmezger den Gesellenbrief als Steinbildhauer und wurde Bundessieger. Zwischen 1967 und 1970 studierte Failmezger in Luzern an der Schule für Gestaltung bei A. Egloff. In München erwarb er 1972 den Meisterbrief als Steinbildhauer. Seit 1975 ist Jörg Failmezger als freier Bildhauer in Pleidelsheim tätig.
Failmezger ist vor allem in den Bereichen der Grabmalkultur, der freien Kunst und der Gestaltung im öffentlichen, privaten und gewerblichen Raum tätig. Als Künstler und Steinmetz setzt er die seit 1873 in Pleidelsheim bestehende Steinmetzwerkstatt Failmezger fort. Failmezger war 10 Jahre bis 2015 Obermeister der Steinbildhauerinnung Ludwigsburg – Böblingen – Rems-Murr, er ist Mitglied beim Verband Bildender Künstler und Künstlerinnen Württemberg e. V. (VBKW) und beim Bund freischaffender Bildhauer*innen Baden-Württemberg e. V. (BfB).
1978 erhielt Failmezger den Preis für Kunst und Architektur der Junior Unternehmensgruppe Goslar. Der Bundesinnungsverband verlieh ihm 1986 den Gestaltungspreis. 2002 erhielt er die Auszeichnungen Stein innovativ, Lebensspuren bewahren und Lebensräume gestalten. 2005 wurde Failmezger mit dem Grabmalgestaltungspreis des Landesverbandes Baden-Württemberg ausgezeichnet.
2020 wurde auf dem Gelände des aufgelassenen Friedhofs an der Martinskirche, Ingersheim (Neckar), ein Skulpturenpark mit Kunstwerken des Bildhauers angelegt.

## Kunstwerke im öffentlichen Raum

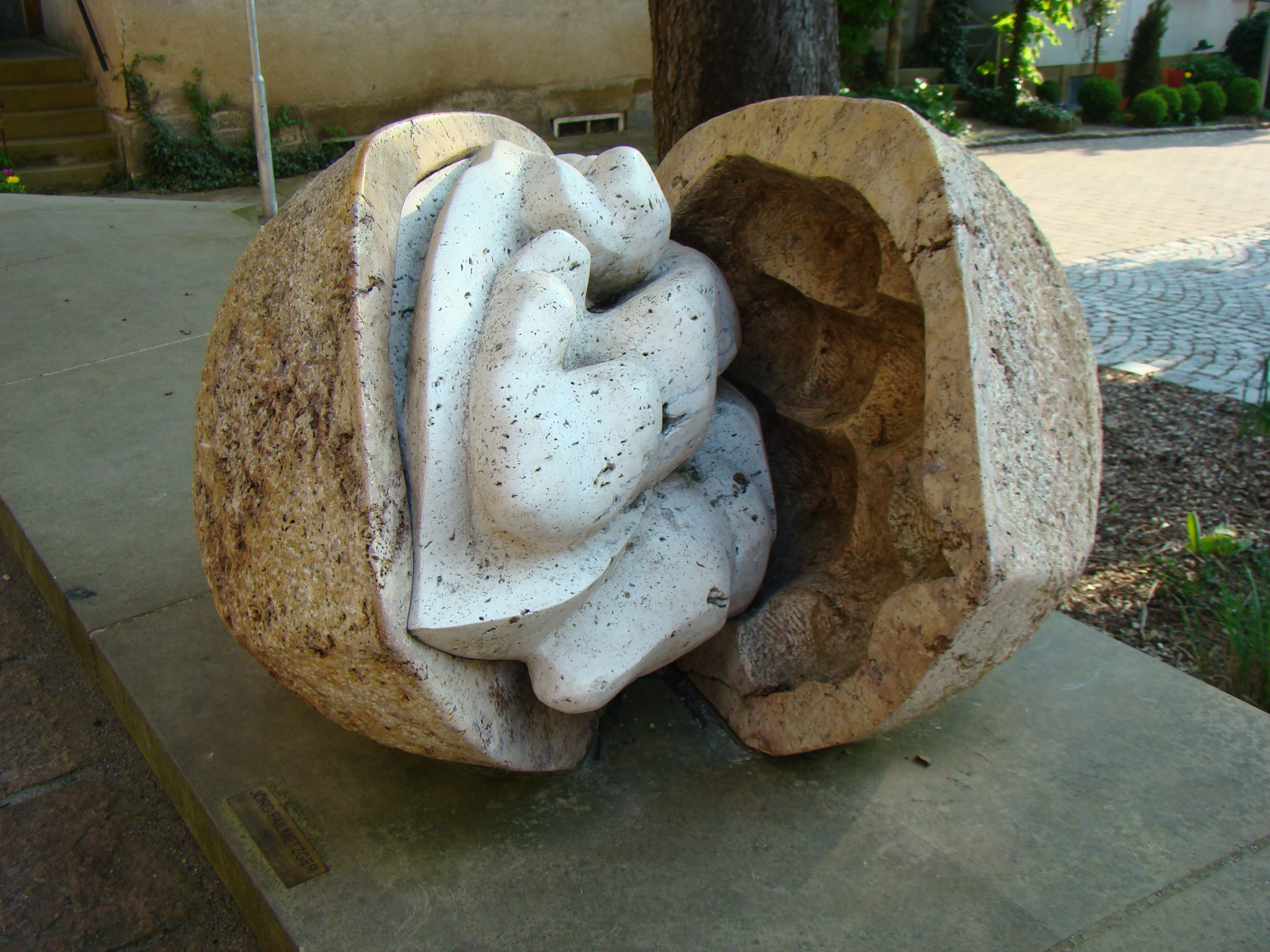
Objekt von Jörg Failmezger bei der Mauritiuskirche in Güglingen

- Platzgestaltung, Arbeitsamt Reutlingen, 1980
- Wasserplastik in Stuttgart-Zuffenhausen, Talaue, 1981
- Marktbrunnen in Bad Rappenau
- Wasserplastik für den Löwenmarkt, Stuttgart-Weilimdorf, 1985
- Wandreliefreihe im Hallenluftraum des Gebäudes der Halleschen-Nationale Krankenversicherung AG, Stuttgart, 1985
- Freiplastik, Bundeswehr-Sportschule in Warendorf, 1986
- Plastik im Außen- und Innenbereich des Verwaltungszentrums Laien in Ditzingen, 1989
- Platzgestaltung mit Brunnenplastik, Rathaus Mühlacker, 1990
- Skulpturengruppe Rastanlage „Lonetal“, Autobahn Würzburg–Ulm, 1992
- Kircheninnenraum Gestaltung, Ottilien-Kirche, Starzach-Börstingen, 1994
- Chorraumgestaltung mit Relief, Michaels-Kirche, Gärtringen, 1994
- Skulpturengruppe Hirsebäuche, Rathaus Pleidelsheim, 1994
- Freiplastiken Rastanlage „Sindelfinger Wald“, Autobahn Karlsruhe–Stuttgart, 1996
- Wasserplastik im Eingangsbereich, Friedhof Feuerbach, 1996
- Mahnmal für Euthanasie Opfer in Markgröningen, 1997
- Objekt bei der Mauritiuskirche in Güglingen, 1997
- Kircheninnenraumgestaltung, Sankt Salvator, Stuttgart-Giebel, 1999
- Kircheninnenraumgestaltung, Sankt Markus, Gomaringen 2001
- Drei Skulpturen im Besigheimer Skulpturenpfad: Flügeltorso (1992), Begegnung (2002), Jakobskampf (2003)
- Gedenkstätte für Euthanasieopfer im Epilepsiezentrum Kehl-Kork, 2004
- Gedenkstätte, Friedhof St. Peter, Bietigheim, 2007

## Ausstellungen
- Gedok, Stuttgart, 1985
- Galerie Geiger, Kornwestheim, 1990
- Haus der Wirtschaft, Stuttgart 1996
- Schulungszentrum Wüstenrot, Gronau, 1997
- „Jenseits der Norm“, Museum für Sepulkralkultur Kassel, 1997
- Symposion im Skulpturenpark Lapidarium in Aspach, 1998
- Deutsch-Tschechisches Künstlersymposium im Kloster Tepla, Tschechien, 2001
- „Kontraste“, Hauptfriedhof Freiburg 2001 bis 2003
- Volksbank Offenburg 2001
- Viertes Marbacher Bildhauersymposium, Marbach am Neckar, 2002
- „Spurensuche“, Galerie Storkower Bogen, Berlin, 2003
- „Spurensuche“, Katholische Akademie, Hamburg, 2003
- Stein & Kunst, Blühendes Barock in Ludwigsburg, 2004
- Symposion und Ausstellung in Ludwigsburg, Karlskaserne, 2005
- 2. Biennale de la Sculpture, Schiltigheim, Frankreich 2005
- „Kraftsteine“, Rathaus Asperg, 2009
- „Kunst im Park“, Weingut Graf Adelmann auf Burg Shaubeck, 2010
- Im Blühendes Barock, VBKW Ludwigsburg, 2013
- „Nackte Form“, Gemeinschaftsausstellung des BfB im Landesgewerbeamt Karlsruhe, 2014
- Rathaus Ingersheim, 2024[2]